# 블랙 (드라마)
《블랙》은 2017년 10월 14일부터 2017년 12월 10일까지 OCN에서 방영된 드라마이다.

## 등장 인물

### 주요 인물
- 송승헌 : 블랙 / 한무강 역 (아역 최승훈)
- 고아라 : 강하람 역 (아역 옥예린, 최명빈)
- 이엘 : 윤수완 / 김선영 역 (아역 송수현)
- 김동준 : 오만수 역 (아역 이승우, 이건하)

### 저승사자
- 조재윤 : 저승사자 No.007 역
- 이규복 : 저승사자 No.416 / 장현수 역 (아역 정준원)

### 서운청 강력계 인지지원팀
- 김원해 : 나광견 / 미친개 역 - 한무강의 파트너 형사
- 정석용 : 봉만식 역 - 반장
- 이철민 : 오소태 역 - 형사
- 허재호 : 박귀남 역 - 형사

### 그 외 인물
- 이효제 : 김준 / 한무찬 역
- 이도경 : 오천수 역 - 오만수와 오만호의 아버지
- 최민철 : 오만호 역 - 오만수의 형
- 지수원 : 박지수 역 - 한무강의 어머니 - 로열병원 의사
- 이관훈 : 첸 역
- 이해영 : 민재훈 역 - 로열병원 의사
- 김정영 : 최순정 역 (젊은시절 이시원) - 강하람의 어머니
- 김형민 : 강수혁 역 - 강하람의 아버지
- 우현 : 왕영춘 역
- 김재영 : 레오 / 김우식 역 (아역 전진서)
- 박두식 : 제수동 역 - 도망친 저승사자
- 배정화 : 한진숙 역 (아역 김보경)
- 오초희 : 티파니 / 이영희 역
- 최원홍 : 오상민 역 - 오만호의 아들
- 송요셉
- 강인기 : 형사 역
- 김상일
- 오치운
- 김상균
- 이용녀 : 티파니의 어머니 역
- 진엘
- 이달 : 손병호 역 - 오만수의 친구
- 엄옥란
- 정보해
- 박익준
- 하영
- 김재원
- 문종일
- 황세정
- 최범호 : 송재근 역 - 무진서 청장
- 박정학 : 강하람의 양아버지 역
- 김기남 : 오만수의 비서 역
- 고승보 : 훈석 역
- 박용 : 의사 역
- 박성준
- 윤승훈 : 단호박 역 - 한진숙의 남편
- 박희건
- 곽민규
- 진혁
- 박용진
- 강태경 : 건영의 어머니 역
- 주석태 : 김철수 역 - 건영의 아버지
- 김태율 : 건영 역
- 정수혁
- 허태희 : 담임교사 역
- 김미옥
- 서은솔 : 은혜 역
- 김고은 : 수진 역 - 제수동의 여동생
- 차청화 : 클라라 역
- 최순정
- 최광인
- 노태엽 : 스티븐 우 역 - 우병식의 아들
- 김시은
- 강주하 : 샛별 역
- 이고은 : 효진 역 - 티파니의 딸
- 이준서 : 박승철 역
- 홍성덕 : 강동철 목사 역
- 김남진
- 최강일
- 현수
- 이승비
- 송민형 : 우병식 역 - 무진 타임마트몰의 소유인
- 장준호
- 강문경 : 경찰서장 역
- 손영순 : 버스 안 할머니 역
- 엄지만 : 육군 헌병대 역
- 이규섭
- 정아미 : 호프집 여사장 역
- 정명준
- 이두일 : 김영석 역 - 국회의원
- 서영화 : 김준의 어머니 역
- 정종열
- 김영선 : 오만수의 어머니 역
- 김다영
- 이상훈
- 박정순
- 연제욱 : 이병태 역
- 임혜진 : 왕영춘의 처제 역
- 최영 : 오만호의 기사 역
- 성찬호 : 남중표 역
- 조연호
- 박기산
- 서상원
- 차민혁 : 로열병원 레지던트 차민혁 역
- 권혁수 : 최근호 역
- 손경원 : 말기암환자 역
- 강인서 : 경찰 역
- 박승태
- 김기현
- 류기산
- 정종우
- 김대국

### 특별출연
- 김태우 : 저승사자 No.444 / 블랙 역

## 촬영지
- 아라스튜디오
- 대전 오월드
- 스튜디오 큐브
- 강일고등학교

## 시청률
최저 시청률과 최고 시청률은 시청률 조사회사와 지역별로 시청률에 차이가 있을 수 있습니다.
| 2017년 | 2017년    | 2017년     | 2017년      |
| 회차   | 방송일    | AGB 시청률 | TNmS 시청률 |
| ------ | --------- | ---------- | ----------- |
| 1화    | 10월 14일 | 2.141%     | 2.0%        |
| 2화    | 10월 15일 | 3.876%     | 3.5%        |
| 3화    | 10월 21일 | 3.963%     | 2.7%        |
| 4화    | 10월 22일 | 4.318%     | 3.7%        |
| 5화    | 10월 28일 | 3.595%     | 2.9%        |
| 6화    | 10월 29일 | 4.087%     | 3.6%        |
| 7화    | 11월 4일  | 3.850%     | 3.0%        |
| 8화    | 11월 5일  | 3.247%     | 2.6%        |
| 9화    | 11월 11일 | 2.966%     | 2.3%        |
| 10화   | 11월 12일 | 3.409%     | 2.4%        |
| 11화   | 11월 18일 | 2.535%     | 2.1%        |
| 12화   | 11월 19일 | 3.074%     | 2.9%        |
| 13화   | 11월 25일 | 2.532%     | 2.4%        |
| 14화   | 11월 26일 | 3.038%     | 2.8%        |
| 15화   | 12월 2일  | 2.453%     | 2.0%        |
| 16화   | 12월 3일  | 3.470%     | 2.6%        |
| 17화   | 12월 9일  | 3.085%     | 2.2%        |
| 18화   | 12월 10일 | 4.181%     | 3.4%        |

## 연장
- 2017년 11월 8일 : 블랙 방영 분량이 16부작에서 2회 연장되어 18부작으로 변경 및 확정되었다.

## 같이 보기
- 형사 드라마
- 대한민국의 텔레비전 드라마 목록 (ㅂ)
- 2017년 대한민국의 텔레비전 드라마 목록